# Rolando Hourruitiner
Rolando Hourruitiner Ortiz (Río Piedras, 28 maggio 1975) è un ex cestista e allenatore di pallacanestro portoricano.

## Carriera
Con Porto Rico ha disputato i Giochi olimpici di Atene 2004, due edizioni dei Campionati mondiali (1998, 2002) e quattro dei Campionati americani (1995, 1997, 2001, 2003).